# Centrobranchus choerocephalus
Centrobranchus choerocephalus is een straalvinnige vissensoort uit de familie van lantaarnvissen (Myctophidae). De wetenschappelijke naam van de soort is voor het eerst geldig gepubliceerd in 1904 door Fowler.